# Polyrhachis erosispina
Polyrhachis erosispina är en myrart som beskrevs av Carlo Emery 1900. Polyrhachis erosispina ingår i släktet Polyrhachis och familjen myror. Inga underarter finns listade i Catalogue of Life.